# Editora Devir
A Editora Devir é uma editora portuguesa, especializada na publicação de Banda Desenhada, Mangás, Comics e Novelas Gráficas.

## História
Em 1996, a Devir é oficialmente fundada em Portugal.
Em 1999, começa, oficialmente, a editar Banda Desenhada, mais propriamente, obras da Marvel e DC Comics, para Portugal.
Em 2004, lança o 1º volume do mangá Dark Angel, sob o selo de edição Devir Manga Portugal, e em formato de leitura ocidental (da esquerda para a direita), causando assim um fiasco de vendas, graças á grande maioria de leitores habituados ao formato de leitura oriental (da direita para a esquerda), utilizado normalmente nestes tipos de obras japonesas.
Em 2005, edita o mangá O Homem que Caminha, distribuído pelo jornal Correio da Manhã e publicado pela Panini.
Em 2006, lança o 2º volume de Dark Angel, durante o Anime Weekend Aveiro 2006, continuando com o formato ocidental e repercutindo o igual fiasco de vendas como o anterior volume lançado, sendo assim, um cancelamento prematuro da obra.
A Editora Devir começou a publicar mangá, oficial, continua e ininterruptamente, desde 2012, começando por traduzir, adaptar e publicar Death Note.
Em 2013, iniciam-se as publicações de Naruto e Blue Exorcist.
Em 2015, lança 3 novos títulos: All You Need Is Kill, Assassination Classroom e Kenshin, O Samurai Errante. Termina a publicação de Death Note.
Em 2016, começa a publicar Tokyo Ghoul.
Em 2017, lança títulos como One Punch-Man e Platinum End e inicia uma nova coleção de mangás clássicos, denominada Tsuru, iniciando-a com O Homem que Passeia e, alguns meses depois, Nonnonba.
Em 2018, lança My Hero Academia e publica o terceiro clássico Tsuru, Marcha Para a Morte.
Em 2019, termina a publicação de Tokyo Ghoul, e inicia a publicação de The Promised Neverland e de Tokyo Ghoul:re.
Em 2020, a editora passou a disponibilizar assinaturas de mangá, com uma versão normal e outra premium, mas enquanto a normal abrange apenas 4 volumes de uma série à escolha com 10% de desconto, a premium abrange 10 volumes mas apenas um desconto de 5%. Ainda neste ano publica o quarto clássico Tsuru, O Gourmet Solitário!, e ainda inicia o lançamento de Death Note: Black Edition, uma versão que reúne 2 volumes em 1 e possui novas capas e outro tipo de acabamentos.
Em 2021, lança Demon Slayer e Spy × Family, que revelaram ser apostas muito bem-sucedidas.
Em 2022, inicia o lançamento de Jujutsu Kaisen e de One Piece (numa edição 3-em-1), para além de lançar a Coleção de Contos Best of Best de Junji Ito. Neste ano é concluída a publicação de Assassination Classroom.
Em 2023, lança o volume único Jujutsu Kaisen 0, que serve como prequela à história atual. Inicia também a publicação de Sunny e de Monster (ambos numa edição 2-em-1), Chainsaw Man e Kaiju N.º8. Fica neste ano concluída a publicação das coleções de Platinum End e Death Note: Black Edition.
Em 2024, dá-se o início da publicação do mangá Boa Noite, Punpun numa edição 2-em-1 e de Dragon Ball numa edição 3-em-1. Começou também a se publicado Frieren e Crianças do Mar. Foram também lançados os volumes únicos de Death Note: Histórias Curtas, de Bairro Distante (inserido na coleção Tsuru) e de Look Back. Foi concluída a publicação de The Promised Neverland, Tomie e de Sunny.
Em 2025, a editora iniciou a publicação de Astra Lost in Space, Oshi no Ko, Showa - Uma História do Japão (numa edição 2-em-1) e de Soichi. Lançou também os volumes únicos de Hitler e de Uzumaki (numa edição 3-em-1), ambos inseridos na coleção Tsuru. Ficou concluída a publicação da coleção de Tokyo Ghoul:re.

## Mangás Publicados
| Lançamento | Lançamento | Obra                           | Autoria                               | Tradução                                | Volumes Originais | Volumes Nacionais | Editora Original     | Estado        | Estado        |
| Início     | Fim        | Obra                           | Autoria                               | Tradução                                | Volumes Originais | Volumes Nacionais | Editora Original     | Original      | Nacional      |
| ---------- | ---------- | ------------------------------ | ------------------------------------- | --------------------------------------- | ----------------- | ----------------- | -------------------- | ------------- | ------------- |
| 2004       | 2006       | Dark Angel                     | Kia Asamiya                           | Paulo Furtado                           | 5                 | 2                 | Kadokawa Shoten      | Completo      | Cancelado     |
| 2005       | 2005       | O Homem que Caminha            | Jiro Taniguchi                        | Adriana Sada                            | 1                 | 1                 | Kodansha             | Completo      | Completo      |
| 2005       | 2005       | O Homem que Caminha            | Jiro Taniguchi                        | José Carlos Francisco                   | 1                 | 1                 | Kodansha             | Completo      | Completo      |
| 2012       | 2015       | Death Note                     | Tsugumi Ohba (Argumento)              | Isolda Chiho Rodrigues                  | 12                | 12                | Shueisha             | Completo      | Completo      |
| 2012       | 2015       | Death Note                     | Takeshi Obata (Desenho)               | Paulo Salgado Moreira (Vol. 4-12)       | 12                | 12                | Shueisha             | Completo      | Completo      |
| 2013       | -          | Blue Exorcist                  | Kazue Kato                            | Paulo Salgado Moura (Vol. 1-2)          | -                 | -                 | Shueisha             | Em Lançamento | Em Lançamento |
| 2013       | -          | Blue Exorcist                  | Kazue Kato                            | Isolda Chiho Rodrigues (Vol. 1-3?)      | -                 | -                 | Shueisha             | Em Lançamento | Em Lançamento |
| 2013       | -          | Blue Exorcist                  | Kazue Kato                            | Madalena Ávila (Vol. 3 em diante)       | -                 | -                 | Shueisha             | Em Lançamento | Em Lançamento |
| 2013       | -          | Naruto                         | Masashi Kishimoto                     | Carla Nunes (Vol. 1-13, 16-21, 23-27)   | 72                | -                 | Shueisha             | Completo      | Em Lançamento |
| 2013       | -          | Naruto                         | Masashi Kishimoto                     | Isolda Chiho Rodrigues (Vol. 2-26)      | 72                | -                 | Shueisha             | Completo      | Em Lançamento |
| 2013       | -          | Naruto                         | Masashi Kishimoto                     | Paulo Salgado Moura (Vol. 14-15, 22-25) | 72                | -                 | Shueisha             | Completo      | Em Lançamento |
| 2013       | -          | Naruto                         | Masashi Kishimoto                     | Raquel Godinho (Vol. 28 em diante)      | 72                | -                 | Shueisha             | Completo      | Em Lançamento |
| 2015       | 2015       | All You Need Is Kill           | Hiroshi Sakurazaka (Romance original) | Soko Miyake                             | 2                 | 2                 | Shueisha             | Completo      | Completo      |
| 2015       | 2015       | All You Need Is Kill           | Ryosuke Takeuchi (Storyboard)         | Soko Miyake                             | 2                 | 2                 | Shueisha             | Completo      | Completo      |
| 2015       | 2015       | All You Need Is Kill           | Yoshitoshi Abe (Personagens)          | Soko Miyake                             | 2                 | 2                 | Shueisha             | Completo      | Completo      |
| 2015       | 2015       | All You Need Is Kill           | Takeshi Obata (Desenho)               | Soko Miyake                             | 2                 | 2                 | Shueisha             | Completo      | Completo      |
| 2015       | 2022       | Assassination Classroom        | Yusei Matsui                          | Soko Miyake (Vol. 1-3)                  | 21                | 21                | Shueisha             | Completo      | Completo      |
| 2015       | 2022       | Assassination Classroom        | Yusei Matsui                          | João Carvalho (Vol. 4-5, 7)             | 21                | 21                | Shueisha             | Completo      | Completo      |
| 2015       | 2022       | Assassination Classroom        | Yusei Matsui                          | André Pinto Teixeira (Vol. 6, 8-21)     | 21                | 21                | Shueisha             | Completo      | Completo      |
| 2015       | -          | Kenshin, O Samurai Errante     | Nobuhiro Watsuki                      | Soko Miyake (Vol. 1-18)                 | 28                | -                 | Shueisha             | Completo      | Em Lançamento |
| 2015       | -          | Kenshin, O Samurai Errante     | Nobuhiro Watsuki                      | Daniel Martins (Vol. 19 em diante)      | 28                | -                 | Shueisha             | Completo      | Em Lançamento |
| 2016       | 2019       | Tokyo Ghoul                    | Sui Ishida                            | Inês Rocha Silva                        | 14                | 14                | Shueisha             | Completo      | Completo      |
| 2017       | 2017       | Nonnonba                       | Shigeru Mizuki                        | Arnaldo Oka                             | 1                 | 1                 | Chikuma Shobo        | Completo      | Completo      |
| 2017       | 2017       | O Homem que Passeia            | Jiro Taniguchi                        | Arnaldo Oka                             | 1                 | 1                 | Kodansha             | Completo      | Completo      |
| 2017       | -          | One-Punch Man                  | ONE (Argumento)                       | Soko Miyake (Vol. 1-16)                 | -                 | -                 | Shueisha             | Em Lançamento | Em Lançamento |
| 2017       | -          | One-Punch Man                  | Yusuke Murata (Desenho)               | Joana Ramos (Vol. 17 em diante)         | -                 | -                 | Shueisha             | Em Lançamento | Em Lançamento |
| 2017       | 2023       | Platinum End                   | Tsugumi Ohba (Argumento)              | Inês Rocha Silva (Vol. 1-12)            | 14                | 14                | Shueisha             | Completo      | Completo      |
| 2017       | 2023       | Platinum End                   | Takeshi Obata (Desenho)               | Joana Amaral (Vol. 13-14)               | 14                | 14                | Shueisha             | Completo      | Completo      |
| 2018       | 2018       | Marcha Para a Morte!           | Shigeru Mizuki                        | Arnaldo Oka                             | 1                 | 1                 | Kodansha             | Completo      | Completo      |
| 2018       | -          | My Hero Academia               | Kohei Horikoshi                       | André Pinto Teixeira (Vol. 1-18)        | 42                | -                 | Shueisha             | Completo      | Em Lançamento |
| 2018       | -          | My Hero Academia               | Kohei Horikoshi                       | B. Soares Vieira (Vol. 19 em diante)    | 42                | -                 | Shueisha             | Completo      | Em Lançamento |
| 2019       | 2024       | The Promised Neverland         | Kaiu Shirai (Argumento)               | Alexandra Costa Ferreira                | 20                | 20                | Shueisha             | Completo      | Completo      |
| 2019       | 2024       | The Promised Neverland         | Posuka Demizu (Desenho)               | Alexandra Costa Ferreira                | 20                | 20                | Shueisha             | Completo      | Completo      |
| 2019       | 2025       | Tokyo Ghoul:re                 | Sui Ishida                            | Inês Rocha Silva (Vol. 1-8)             | 16                | 16                | Shueisha             | Completo      | Completo      |
| 2019       | 2025       | Tokyo Ghoul:re                 | Sui Ishida                            | José Ribeiro (Vol. 9 em diante)         | 16                | 16                | Shueisha             | Completo      | Completo      |
| 2020       | 2020       | O Gourmet Solitário            | Masayuki Kusumi (Argumento)           | Arnaldo Oka                             | 1                 | 1                 | Shueisha             | Completo      | Completo      |
| 2020       | 2020       | O Gourmet Solitário            | Jiro Taniguchi (Desenho)              | Arnaldo Oka                             | 1                 | 1                 | Shueisha             | Completo      | Completo      |
| 2021       | -          | Demon Slayer                   | Koyoharu Gotouge                      | Raquel Saraiva                          | 23                | -                 | Shueisha             | Completo      | Em Lançamento |
| 2021       | -          | Spy × Family                   | Tatsuya Endo                          | André Pinto Teixeira (Vol. 1-8)         | -                 | -                 | Shueisha             | Em Lançamento | Em Lançamento |
| 2021       | -          | Spy × Family                   | Tatsuya Endo                          | Caio Pacheco (Vol. 9 em diante)         | -                 | -                 | Shueisha             | Em Lançamento | Em Lançamento |
| 2022       | 2022       | Coleção de Contos Best of Best | Junji Ito                             | Ana Ono da Silva                        | 1                 | 1                 | Shogakukan           | Completo      | Completo      |
| 2022       | -          | Jujutsu Kaisen                 | Gege Akutami                          | Soko Miyake (Vol. 1-3)                  | 30                | -                 | Shueisha             | Completo      | Completo      |
| 2022       | -          | Jujutsu Kaisen                 | Gege Akutami                          | Graciela Kushihara (Vol. 4 em diante)   | 30                | -                 | Shueisha             | Completo      | Completo      |
| 2022       | -          | One Piece                      | Eiichiro Oda                          | André Pinto Teixeira (Vol. 1)           | -                 | -                 | Shueisha             | Em Lançamento | Em Lançamento |
| 2022       | -          | One Piece                      | Eiichiro Oda                          | Soko Miyake (Vol. 2 em diante)          | -                 | -                 | Shueisha             | Em Lançamento | Em Lançamento |
| 2023       | -          | Chainsaw Man                   | Tatsuki Fujimoto                      | Renata Leitão                           | -                 | -                 | Shueisha             | Em Lançamento | Em Lançamento |
| 2023       | 2023       | Jujutsu Kaisen 0               | Gege Akutami                          | Soko Miyake                             | 1                 | 1                 | Shueisha             | Completo      | Completo      |
| 2023       | -          | Kaiju N.º8                     | Naoya Matsumoto                       | Raquel Mendes (Vol. 1)                  | -                 | -                 | Shueisha             | Em Lançamento | Em Lançamento |
| 2023       | -          | Kaiju N.º8                     | Naoya Matsumoto                       | Karen Hayashida (Vol. 2 em diante)      | -                 | -                 | Shueisha             | Em Lançamento | Em Lançamento |
| 2023       | -          | Monster                        | Naoki Urasawa                         | Filipa Serpa                            | 18                | -                 | Shogakukan           | Completo      | Em Lançamento |
| 2023       | -          | Monster                        | Naoki Urasawa                         | Joana Ramos                             | 18                | -                 | Shogakukan           | Completo      | Em Lançamento |
| 2023       | 2024       | Sunny                          | Taiyo Matsumoto                       | Filipa Serpa (Vol. 1-2)                 | 6                 | 3                 | Shogakukan           | Completo      | Completo      |
| 2023       | 2024       | Sunny                          | Taiyo Matsumoto                       | Arnaldo Oka (Vol. 3)                    | 6                 | 3                 | Shogakukan           | Completo      | Completo      |
| 2023       | 2024       | Tomie                          | Junji Ito                             | Lídia Ivassa                            | 3                 | 2                 | Asahi Sonorama       | Completo      | Completo      |
| 2024       | 2024       | Bairro Distante                | Jiro Taniguchi                        | TBA                                     | 2                 | 1                 | Shogakukan           | Completo      | Completo      |
| 2024       | -          | Boa Noite, Punpun              | Inio Asano                            | Graciela Kushihara                      | 13                | -                 | Shogakukan           | Completo      | Em Lançamento |
| 2024       | -          | Crianças do Mar                | Daisuke Igarashi                      | TBA                                     | 5                 | -                 | Shogakukan           | Completo      | Em Lançamento |
| 2024       | 2024       | Death Note: Histórias Curtas   | Tsugumi Ohba (Argumento)              | José Ribeiro                            | 1                 | 1                 | Shueisha             | Completo      | Completo      |
| 2024       | 2024       | Death Note: Histórias Curtas   | Takeshi Obata (Desenho)               | José Ribeiro                            | 1                 | 1                 | Shueisha             | Completo      | Completo      |
| 2024       | -          | Dragon Ball                    | Akira Toriyama                        | José Ribeiro                            | 42                | -                 | Shueisha             | Completo      | Em Lançamento |
| 2024       | -          | Frieren                        | Kanehito Yamada (Argumento)           | Daniel Martins                          | -                 | -                 | Shogakukan           | Em Lançamento | Em Lançamento |
| 2024       | -          | Frieren                        | Tsukasa Abe (Desenho)                 | Daniel Martins                          | -                 | -                 | Shogakukan           | Em Lançamento | Em Lançamento |
| 2024       | 2024       | Look Back                      | Tatsuki Fujimoto                      | José Ribeiro                            | 1                 | 1                 | Shueisha             | Completo      | Completo      |
| 2025       | 2025       | Hitler                         | Shigeru Mizuki                        | TBA                                     | 1                 | 1                 | Jitsugyo no Nihonsha | Completo      | Completo      |
| 2025       | 2025       | Uzumaki                        | Junji Ito                             | Arnaldo Oka                             | 3                 | 1                 | Shogakukan           | Completo      | Completo      |
| 2025       | -          | Soichi                         | Junji Ito                             | TBA                                     | 2                 | -                 | Asahi Sonorama       | Completo      | Em Lançamento |
| 2025       | -          | Showa – Uma História do Japão  | Shigeru Mizuki                        | TBA                                     | 8                 | -                 | Kodansha             | Completo      | Em Lançamento |
| 2025       | -          | Astra Lost in Space            | Kenta Shinohara                       | Arnaldo Oka                             | 5                 | -                 | Shueisha             | Completo      | Em Lançamento |
| 2025       | -          | Oshi no Ko                     | Aka Akasaka (Argumento)               | Caio Pacheco                            | 16                | -                 | Shueisha             | Completo      | Em Lançamento |
| 2025       | -          | Oshi no Ko                     | Mengo Yokoyari (Desenho)              | Caio Pacheco                            | 16                | -                 | Shueisha             | Completo      | Em Lançamento |

### 2004
| Mês lançado | Obra         | Volume      | ISBN                   |
| ----------- | ------------ | ----------- | ---------------------- |
| Novembro    | Dark Angel 1 | 01.º volume | ISBN 978-989-559-070-4 |

### 2005
| Mês lançado | Obra                | Volume       | ISBN                   |
| ----------- | ------------------- | ------------ | ---------------------- |
| Outubro     | O Homem que Caminha | Volume Único | ISBN 978-989-559-144-6 |

### 2006
| Mês lançado | Obra         | Volume      | ISBN                   |
| ----------- | ------------ | ----------- | ---------------------- |
| Fevereiro   | Dark Angel 2 | 02.º volume | ISBN 978-989-559-123-7 |

### 2012
| Mês lançado | Obra         | Volume      | ISBN                   |
| ----------- | ------------ | ----------- | ---------------------- |
| Fevereiro   | Death Note 1 | 01.º volume | ISBN 978-989-559-204-3 |
| Maio        | Death Note 2 | 02.º volume | ISBN 978-989-559-206-7 |
| Outubro     | Death Note 3 | 03.º volume | ISBN 978-989-559-209-8 |
| Novembro    | Death Note 4 | 04.º volume | ISBN 978-989-559-213-5 |

### 2013
| Mês lançado | Obra            | Volume      | ISBN                   |
| ----------- | --------------- | ----------- | ---------------------- |
| Março       | Death Note 5    | 05.º volume | ISBN 978-989-559-214-2 |
| Julho       | Naruto 1        | 01.º volume | ISBN 978-989-559-221-0 |
| Agosto      | Death Note 6    | 06.º volume | ISBN 978-989-559-215-9 |
| Setembro    | Death Note 7    | 07.º volume | ISBN 978-989-559-229-6 |
| Outubro     | Naruto 2        | 02.º volume | ISBN 978-989-559-228-9 |
| Novembro    | Blue Exorcist 1 | 01.º volume | ISBN 978-989-559-223-4 |

### 2014
| Mês lançado | Obra            | Volume      | ISBN                   |
| ----------- | --------------- | ----------- | ---------------------- |
| Março       | Death Note 8    | 08.º volume | ISBN 978-989-559-234-0 |
| Março       | Naruto 3        | 03.º volume | ISBN 978-989-559-230-2 |
| Maio        | Naruto 4        | 04.º volume | ISBN 978-989-559-233-3 |
| Junho       | Blue Exorcist 2 | 02.º volume | ISBN 978-989-559-232-6 |
| Julho       | Death Note 9    | 09.º volume | ISBN 978-989-559-244-9 |
| Julho       | Naruto 5        | 05.º volume | ISBN 978-989-559-239-5 |
| Setembro    | Blue Exorcist 3 | 03.º volume | ISBN 978-989-559-238-8 |
| Setembro    | Naruto 6        | 06.º volume | ISBN 978-989-559-241-8 |
| Outubro     | Death Note 10   | 10.º volume | ISBN 978-989-559-240-1 |
| Novembro    | Naruto 7        | 07.º volume | ISBN 978-989-559-242-5 |
| Dezembro    | Death Note 11   | 11.º volume | ISBN 978-989-559-251-7 |
| Dezembro    | Naruto 8        | 08.º volume | ISBN 978-989-559-249-4 |

### 2015
| Mês lançado | Obra                         | Volume      | ISBN                   |
| ----------- | ---------------------------- | ----------- | ---------------------- |
| Março       | Blue Exorcist 4              | 04.º volume | ISBN 978-989-559-250-0 |
| Março       | Death Note 12                | 12.º volume | ISBN 978-989-559-248-7 |
| Março       | Naruto 9                     | 09.º volume | ISBN 978-989-559-252-4 |
| Abril       | Naruto 10                    | 10.º volume | ISBN 978-989-559-260-9 |
| Maio        | All You Need Is Kill 1       | 01.º volume | ISBN 978-989-559-261-6 |
| Junho       | All You Need Is Kill 2       | 02.º volume | ISBN 978-989-559-262-3 |
| Julho       | Assassination Classroom 1    | 01.º volume | ISBN 978-989-559-264-7 |
| Julho       | Blue Exorcist 5              | 05.º volume | ISBN 978-989-559-253-1 |
| Setembro    | Naruto 11                    | 11.º volume | ISBN 978-989-559-266-1 |
| Outubro     | Assassination Classroom 2    | 02.º volume | ISBN 978-989-559-265-4 |
| Outubro     | Kenshin, O Samurai Errante 1 | 01.º volume | ISBN 978-989-559-270-8 |
| Novembro    | Blue Exorcist 6              | 06.º volume | ISBN 978-989-559-257-9 |
| Novembro    | Naruto 12                    | 12.º volume | ISBN 978-989-559-271-5 |
| Dezembro    | Naruto 13                    | 13.º volume | ISBN 978-989-559-272-2 |

### 2016
| Mês lançado | Obra                         | Volume      | ISBN                   |
| ----------- | ---------------------------- | ----------- | ---------------------- |
| Fevereiro   | Kenshin, O Samurai Errante 2 | 02.º volume | ISBN 978-989-559-277-7 |
| Abril       | Naruto 14                    | 14.º volume | ISBN 978-989-559-273-9 |
| Maio        | Assassination Classroom 3    | 03.º volume | ISBN 978-989-559-280-7 |
| Maio        | Blue Exorcist 7              | 07.º volume | ISBN 978-989-559-275-3 |
| Maio        | Tokyo Ghoul 1                | 01.º volume | ISBN 978-989-559-415-3 |
| Junho       | Blue Exorcist 8              | 08.º volume | ISBN 978-989-559-276-0 |
| Junho       | Kenshin, O Samurai Errante 3 | 03.º volume | ISBN 978-989-559-283-8 |
| Junho       | Naruto 15                    | 15.º volume | ISBN 978-989-559-287-6 |
| Junho       | Tokyo Ghoul 2                | 02.º volume | ISBN 978-989-559-285-2 |
| Agosto      | Assassination Classroom 4    | 04.º volume | ISBN 978-989-559-296-8 |
| Agosto      | Blue Exorcist 9              | 09.º volume | ISBN 978-989-559-290-6 |
| Agosto      | Naruto 16                    | 16.º volume | ISBN 978-989-559-287-6 |
| Setembro    | Assassination Classroom 5    | 05.º volume | ISBN 978-989-559-297-5 |
| Setembro    | Kenshin, O Samurai Errante 4 | 04.º volume | ISBN 978-989-559-301-9 |
| Setembro    | Naruto 17                    | 17.º volume | ISBN 978-989-559-295-1 |
| Setembro    | Tokyo Ghoul 3                | 03.º volume | ISBN 978-989-559-300-2 |
| Outubro     | Naruto 18                    | 18.º volume | ISBN 978-989-559-298-2 |
| Outubro     | Tokyo Ghoul 4                | 04.º volume | ISBN 978-989-559-313-2 |
| Novembro    | Assassination Classroom 6    | 06.º volume | ISBN 978-989-559-318-7 |
| Novembro    | Blue Exorcist 10             | 10.º volume | ISBN 978-989-559-303-3 |
| Novembro    | Naruto 19                    | 19.º volume | ISBN 978-989-559-302-6 |
| Dezembro    | Kenshin, O Samurai Errante 5 | 05.º volume | ISBN 978-989-559-311-8 |
| Dezembro    | Naruto 20                    | 20.º volume | ISBN 978-989-559-306-4 |

### 2017
| Mês lançado | Obra                         | Volume      | ISBN                   |
| ----------- | ---------------------------- | ----------- | ---------------------- |
| Fevereiro   | Assassination Classroom 7    | 07.º volume | ISBN 978-989-559-319-4 |
| Fevereiro   | Naruto 21                    | 21.º volume | ISBN 978-989-559-307-1 |
| Fevereiro   | Tokyo Ghoul 5                | 05.º Volume | ISBN 978-989-559-314-9 |
| Março       | Blue Exorcist 11             | 11.º volume | ISBN 978-989-559-309-5 |
| Março       | Naruto 22                    | 22.º volume | ISBN 978-989-559-308-8 |
| Março       | One-Punch Man 1              | 01.º volume | ISBN 978-989-559-373-6 |
| Abril       | Assassination Classroom 8    | 08.º volume | ISBN 978-989-559-376-7 |
| Abril       | Kenshin, O Samurai Errante 6 | 06.º volume | ISBN 978-989-559-312-5 |
| Abril       | Naruto 23                    | 23.º volume | ISBN 978-989-559-378-1 |
| Abril       | Tokyo Ghoul 6                | 06.º volume | ISBN 978-989-559-365-1 |
| Maio        | Naruto 24                    | 24.º volume | ISBN 978-989-559-354-5 |
| Maio        | One-Punch Man 2              | 02.º volume | ISBN 978-989-559-374-3 |
| Maio        | Platinum End 1               | 01.º volume | ISBN 978-989-559-370-5 |
| Junho       | Blue Exorcist 12             | 12.º volume | ISBN 978-989-559-310-1 |
| Junho       | Kenshin, O Samurai Errante 7 | 07.º volume | ISBN 978-989-559-361-3 |
| Junho       | Naruto 25                    | 25.º volume | ISBN 978-989-559-355-2 |
| Junho       | Tokyo Ghoul 7                | 07.º volume | ISBN 978-989-559-366-8 |
| Julho       | Assassination Classroom 9    | 09.º volume | ISBN 978-989-559-377-4 |
| Julho       | Naruto 26                    | 26.º volume | ISBN 978-989-559-356-9 |
| Julho       | Platinum End 2               | 02.º volume | ISBN 978-989-559-371-2 |
| Agosto      | Naruto 27                    | 27.º volume | ISBN 978-989-559-381-1 |
| Agosto      | One-Punch Man 3              | 03.º volume | ISBN 978-989-559-382-8 |
| Agosto      | Tokyo Ghoul 8                | 08.º volume | ISBN 978-989-559-367-5 |
| Setembro    | Blue Exorcist 13             | 13.º volume | ISBN 978-989-559-357-6 |
| Setembro    | Kenshin, O Samurai Errante 8 | 08.º volume | ISBN 978-989-559-362-0 |
| Setembro    | Tokyo Ghoul 9                | 09.º volume | ISBN 978-989-559-383-5 |
| Outubro     | Assassination Classroom 10   | 10.º volume | ISBN 978-989-559-396-5 |
| Outubro     | Platinum End 3               | 03.º volume | ISBN 978-989-559-372-9 |
| Novembro    | Blue Exorcist 14             | 14.º volume | ISBN 978-989-559-358-3 |
| Novembro    | One-Punch Man 4              | 04.º volume | ISBN 978-989-559-393-4 |
| Novembro    | Tokyo Ghoul 10               | 10.º volume | ISBN 978-989-559-384-2 |

### 2018
| Mês lançado | Obra                          | Volume      | ISBN                   |
| ----------- | ----------------------------- | ----------- | ---------------------- |
| Janeiro     | Kenshin, O Samurai Errante 9  | 09.º volume | ISBN 978-989-559-363-7 |
| Janeiro     | One-Punch Man 5               | 05.º volume | ISBN 978-989-559-394-1 |
| Janeiro     | Platinum End 4                | 04.º volume | ISBN 978-989-559-399-6 |
| Fevereiro   | Assassination Classroom 11    | 11.º volume | ISBN 978-989-559-397-2 |
| Fevereiro   | Blue Exorcist 15              | 15.º volume | ISBN 978-989-559-359-0 |
| Março       | One-Punch Man 6               | 06.º volume | ISBN 978-989-559-408-5 |
| Março       | Tokyo Ghoul 11                | 11.º volume | ISBN 978-989-559-402-3 |
| Abril       | Assassination Classroom 12    | 12.º volume | ISBN 978-989-559-398-9 |
| Abril       | Platinum End 5                | 05.º volume | ISBN 978-989-559-400-9 |
| Maio        | Kenshin, O Samurai Errante 10 | 10.º volume | ISBN 978-989-559-412-2 |
| Maio        | One-Punch Man 7               | 07.º volume | ISBN 978-989-559-409-2 |
| Maio        | Naruto 28                     | 28.º volume | ISBN 978-989-559-417-7 |
| Junho       | Blue Exorcist 16              | 16.º volume | ISBN 978-989-559-360-6 |
| Junho       | Tokyo Ghoul 12                | 12.º volume | ISBN 978-989-559-403-0 |
| Julho       | Kenshin, O Samurai Errante 11 | 11.º volume | ISBN 978-989-559-413-9 |
| Agosto      | Naruto 29                     | 29.º volume | ISBN 978-989-559-418-4 |
| Setembro    | Assassination Classroom 13    | 13.º volume | ISBN 978-989-559-421-4 |
| Setembro    | Platinum End 6                | 06.º volume | ISBN 978-989-559-423-8 |
| Outubro     | Blue Exorcist 17              | 17.º volume | ISBN 978-989-559-424-5 |
| Outubro     | My Hero Academia 1            | 01.º volume | ISBN 978-989-559-429-0 |
| Outubro     | Tokyo Ghoul 13                | 13.º volume | ISBN 978-989-559-404-7 |
| Novembro    | One-Punch Man 8               | 08.º volume | ISBN 978-989-559-410-8 |
| Dezembro    | Naruto 30                     | 30.º volume | ISBN 978-989-559-426-9 |

### 2019
| Mês lançado | Obra                          | Volume      | ISBN                   |
| ----------- | ----------------------------- | ----------- | ---------------------- |
| Janeiro     | Assassination Classroom 14    | 14.º volume | ISBN 978-989-559-422-1 |
| Janeiro     | My Hero Academia 2            | 02.º volume | ISBN 978-989-559-430-6 |
| Fevereiro   | Blue Exorcist 18              | 18.º volume | ISBN 978-989-559-431-3 |
| Fevereiro   | Kenshin, O Samurai Errante 12 | 12.º volume | ISBN 978-989-559-414-6 |
| Março       | Tokyo Ghoul 14                | 14.º volume | ISBN 978-989-559-405-4 |
| Abril       | My Hero Academia 3            | 03.º volume | ISBN 978-989-559-434-4 |
| Abril       | Naruto 31                     | 31.º volume | ISBN 978-989-559-427-6 |
| Abril       | One-Punch Man 9               | 09.º volume | ISBN 978-989-559-444-3 |
| Maio        | Assassination Classroom 15    | 15.º volume | ISBN 978-989-559-450-4 |
| Maio        | The Promised Neverland 1      | 01.º volume | ISBN 978-989-559-446-7 |
| Maio        | Tokyo Ghoul:re 1              | 01.º volume | ISBN 978-989-559-442-9 |
| Junho       | Naruto 32                     | 32.º volume | ISBN 978-989-559-452-8 |
| Junho       | Platinum End 7                | 07.º volume | ISBN 978-989-559-454-2 |
| Julho       | The Promised Neverland 2      | 02.º volume | ISBN 978-989-559-447-4 |
| Agosto      | Kenshin, O Samurai Errante 13 | 13.º volume | ISBN 978-989-559-433-7 |
| Setembro    | Naruto 33                     | 33.º volume | ISBN 978-989-559-453-5 |
| Outubro     | My Hero Academia 4            | 04.º volume | ISBN 978-989-559-435-1 |
| Outubro     | One-Punch Man 10              | 10.º volume | ISBN 978-989-559-445-0 |
| Novembro    | The Promised Neverland 3      | 03.º volume | ISBN 978-989-559-448-1 |
| Novembro    | Tokyo Ghoul:re 2              | 02.º volume | ISBN 978-989-559-443-6 |

### 2020
| Mês lançado | Obra                          | Volume      | ISBN                   |
| ----------- | ----------------------------- | ----------- | ---------------------- |
| Janeiro     | Blue Exorcist 19              | 19.º volume | ISBN 978-989-559-432-0 |
| Janeiro     | My Hero Academia 5            | 05.º volume | ISBN 978-989-559-460-3 |
| Janeiro     | Naruto 34                     | 34.º volume | ISBN 978-989-559-464-1 |
| Fevereiro   | Kenshin, O Samurai Errante 14 | 14.º volume | ISBN 978-989-559-466-5 |
| Fevereiro   | The Promised Neverland 4      | 04.º volume | ISBN 978-989-559-462-7 |
| Junho       | Assassination Classroom 16    | 16.º volume | ISBN 978-989-559-451-1 |
| Junho       | Naruto 35                     | 35.º volume | ISBN 978-989-559-465-8 |
| Junho       | Tokyo Ghoul:re 3              | 03.º volume | ISBN 978-989-559-468-9 |
| Julho       | My Hero Academia 6            | 06.º volume | ISBN 978-989-559-475-7 |
| Agosto      | Platinum End 8                | 08.º volume | ISBN 978-989-559-470-2 |
| Setembro    | The Promised Neverland 5      | 05.º volume | ISBN 978-989-559-463-4 |
| Novembro    | Death Note: Black Edition 1   | 01.º volume | ISBN 978-989-559-478-8 |
| Novembro    | My Hero Academia 7            | 07.º volume | ISBN 978-989-559-476-4 |
| Novembro    | One-Punch Man 11              | 11.º volume | ISBN 978-989-559-472-6 |
| Dezembro    | Naruto 36                     | 36.º volume | ISBN 978-989-559-480-1 |

### 2021
| Mês lançado | Obra                          | Volume       | ISBN                   |
| ----------- | ----------------------------- | ------------ | ---------------------- |
| Janeiro     | Blue Exorcist 20              | 20.º volume  | ISBN 978-989-559-484-9 |
| Janeiro     | The Promised Neverland 6      | 06.º volume  | ISBN 978-989-559-482-5 |
| Fevereiro   | Kenshin, O Samurai Errante 15 | 15.º volume  | ISBN 978-989-559-486-3 |
| Fevereiro   | My Hero Academia 8            | 08.º volume  | ISBN 978-989-559-477-1 |
| Março       | Assassination Classroom 17    | 17.º volume  | ISBN 978-989-559-488-7 |
| Março       | Naruto 37                     | 37.º volume  | ISBN 978-989-559-481-8 |
| Abril       | One-Punch Man 12              | 12.º volume  | ISBN 978-989-559-473-3 |
| Abril       | Platinum End 9                | 09.º volume  | ISBN 978-989-559-471-9 |
| Abril       | Tokyo Ghoul:re 4              | 04.º volume  | ISBN 978-989-559-469-6 |
| Maio        | Death Note: Black Edition 2   | 02.º volume  | ISBN 978-989-559-479-5 |
| Maio        | Demon Slayer 1                | 01.º volume  | ISBN 978-989-559-498-6 |
| Maio        | Naruto 38                     | 38.º volume  | ISBN 978-989-559-481-8 |
| Maio        | The Promised Neverland 7      | 07.º volume  | ISBN 978-989-559-483-2 |
| Junho       | Assassination Classroom 18    | 18.º volume  | ISBN 978-989-559-489-4 |
| Junho       | Blue Exorcist 21              | 21.º volume  | ISBN 978-854-571-066-0 |
| Junho       | Demon Slayer 2                | 02.º volume  | ISBN 978-989-559-499-3 |
| Junho       | My Hero Academia 9            | 09.º volume  | ISBN 978-989-559-490-0 |
| Julho       | Demon Slayer 3                | 03.º volume  | ISBN 978-989-559-505-1 |
| Julho       | My Hero Academia 10           | 10.º volume  | ISBN 978-989-559-491-7 |
| Julho       | Naruto 39                     | 39.º volume  | ISBN 978-989-559-496-2 |
| Julho       | The Promised Neverland 8      | 08.º volume  | ISBN 978-989-559-500-6 |
| Julho       | Tokyo Ghoul:re 5              | 05.º volume  | ISBN 978-989-559-503-7 |
| Agosto      | All You Need is Kill (2 em 1) | Volume Único | ISBN 978-989-559-508-2 |
| Agosto      | One-Punch Man 13              | 13.º volume  | ISBN 978-989-559-494-8 |
| Agosto      | The Promised Neverland 09     | 09.º volume  | ISBN 978-989-559-501-3 |
| Setembro    | Demon Slayer 4                | 04.º volume  | ISBN 978-989-559-506-8 |
| Setembro    | Kenshin, O Samurai Errante 16 | 16.º volume  | ISBN 978-989-559-487-0 |
| Setembro    | My Hero Academia 11           | 11.º volume  | ISBN 978-989-559-509-9 |
| Outubro     | Demon Slayer 5                | 05.º volume  | ISBN 978-989-559-507-5 |
| Outubro     | My Hero Academia 12           | 12.º volume  | ISBN 978-989-559-512-9 |
| Novembro    | Naruto 40                     | 40.º volume  | ISBN 978-989-559-497-9 |
| Novembro    | Spy × Family 1                | 01.º volume  | ISBN 978-989-559-516-7 |

### 2022
| Mês lançado | Obra                           | Volume       | ISBN                   |
| ----------- | ------------------------------ | ------------ | ---------------------- |
| Janeiro     | Assassination Classroom 19     | 19.º volume  | ISBN 978-989-559-489-4 |
| Janeiro     | My Hero Academia 13            | 13.º volume  | ISBN 978-989-559-514-3 |
| Janeiro     | Spy × Family 2                 | 02.º volume  | ISBN 978-989-559-517-4 |
| Janeiro     | The Promised Neverland 10      | 10.º volume  | ISBN 978-989-559-511-2 |
| Janeiro     | Tokyo Ghoul:re 6               | 06.º volume  | ISBN 978-989-559-504-4 |
| Fevereiro   | Naruto 41                      | 41.º volume  | ISBN 978-989-559-525-9 |
| Fevereiro   | One-Punch Man 14               | 14.º volume  | ISBN 978-989-559-515-0 |
| Fevereiro   | Platinum End 10                | 10.º volume  | ISBN 978-989-559-513-6 |
| Março       | Death Note: Black Edition 3    | 03.º volume  | ISBN 978-989-559-518-1 |
| Março       | Demon Slayer 6                 | 06.º volume  | ISBN 978-989-559-528-0 |
| Março       | The Promised Neverland 11      | 11.º volume  | ISBN 978-989-559-523-5 |
| Abril       | Assassination Classroom 20     | 20.º volume  | ISBN 978-989-559-521-1 |
| Abril       | Spy × Family 3                 | 03.º volume  | ISBN 978-989-559-534-1 |
| Maio        | Demon Slayer 7                 | 07.º volume  | ISBN 978-989-559-529-7 |
| Maio        | Jujutsu Kaisen 1               | 01.º volume  | ISBN 978-989-559-537-2 |
| Maio        | Naruto 42                      | 42.º volume  | ISBN 978-989-559-526-6 |
| Maio        | Platinum End 11                | 11.º volume  | ISBN 978-989-559-542-6 |
| Maio        | The Promised Neverland 12      | 12.º volume  | ISBN 978-989-559-524-2 |
| Junho       | Death Note: Black Edition 4    | 04.º volume  | ISBN 978-989-559-519-8 |
| Junho       | My Hero Academia 14            | 14.º volume  | ISBN 978-989-559-515-0 |
| Julho       | Assassination Classroom 21     | 21.º volume  | ISBN 978-989-559-522-8 |
| Julho       | Blue Exorcist 22               | 22.º volume  | ISBN 978-989-559-546-4 |
| Julho       | Jujutsu Kaisen 2               | 02.º volume  | ISBN 978-989-559-538-9 |
| Julho       | Spy × Family 4                 | 04.º volume  | ISBN 978-989-559-535-8 |
| Agosto      | Demon Slayer 8                 | 08.º volume  | ISBN 978-989-559-530-3 |
| Setembro    | Jujutsu Kaisen 3               | 03.º volume  | ISBN 978-989-559-539-6 |
| Setembro    | Kenshin, O Samurai Errante 17  | 17.º volume  | ISBN 978-989-559-548-8 |
| Setembro    | My Hero Academia 15            | 15.º volume  | ISBN 978-989-559-553-2 |
| Setembro    | The Promised Neverland 13      | 13.º volume  | ISBN 978-989-559-556-3 |
| Setembro    | Tokyo Ghoul:re 7               | 07.º volume  | ISBN 978-989-559-559-4 |
| Outubro     | Naruto 43                      | 43.º volume  | ISBN 978-989-559-550-1 |
| Outubro     | One-Punch Man 15               | 15.º volume  | ISBN 978-989-559-572-3 |
| Outubro     | Platinum End 12                | 12.º volume  | ISBN 978-989-559-543-3 |
| Outubro     | Spy × Family 5                 | 05.º volume  | ISBN 978-989-559-536-5 |
| Novembro    | Demon Slayer 9                 | 09.º volume  | ISBN 978-989-559-565-5 |
| Novembro    | Naruto 44                      | 44.º volume  | ISBN 978-989-559-551-8 |
| Novembro    | One Piece 1                    | 01.º volume  | ISBN 978-989-559-540-2 |
| Dezembro    | Coleção de Contos Best of Best | Volume Único | ISBN 978-989-559-532-7 |
| Dezembro    | Death Note: Black Edition 5    | 05.º volume  | ISBN 978-989-559-564-8 |
| Dezembro    | The Promised Neverland 14      | 14.º volume  | ISBN 978-989-559-557-0 |

### 2023
| Mês lançado | Obra                          | Volume       | ISBN                   |
| ----------- | ----------------------------- | ------------ | ---------------------- |
| Janeiro     | Jujutsu Kaisen 0              | Volume Único | ISBN 978-989-559-569-3 |
| Janeiro     | My Hero Academia 16           | 16.º volume  | ISBN 978-989-559-554-9 |
| Janeiro     | One-Punch Man 16              | 16.º volume  | ISBN 978-989-559-573-0 |
| Janeiro     | Platinum End 13               | 13.º volume  | ISBN 978-989-559-544-0 |
| Janeiro     | Sunny 1                       | 01.º volume  | ISBN 978-989-559-533-4 |
| Fevereiro   | Demon Slayer 10               | 10.º volume  | ISBN 978-989-559-566-2 |
| Fevereiro   | Naruto 45                     | 45.º volume  | ISBN 978-989-559-552-5 |
| Fevereiro   | Spy × Family 06               | 06.º volume  | ISBN 978-989-559-567-9 |
| Fevereiro   | Tokyo Ghoul:re 08             | 08.º volume  | ISBN 978-989-559-560-0 |
| Março       | Death Note: Black Edition 06  | 06.º volume  | ISBN 978-989-559-577-8 |
| Março       | Jujutsu Kaisen 04             | 04.º volume  | ISBN 978-989-559-570-9 |
| Março       | My Hero Academia 17           | 17.º volume  | ISBN 978-989-559-555-6 |
| Março       | Platinum End 14               | 14.º volume  | ISBN 978-989-559-545-7 |
| Março       | The Promised Neverland 15     | 15.º volume  | ISBN 978-989-559-558-7 |
| Abril       | Blue Exorcist 23              | 23.º volume  | ISBN 978-989-559-547-1 |
| Abril       | Demon Slayer 11               | 11.º volume  | ISBN 978-989-559-578-5 |
| Abril       | One Piece 02                  | 02.º volume  | ISBN 978-989-559-541-9 |
| Abril       | The Promised Neverland 16     | 16.º volume  | ISBN 978-989-559-581-5 |
| Maio        | Chainsaw Man 01               | 01.º volume  | ISBN 978-989-559-615-7 |
| Maio        | Kenshin, O Samurai Errante 18 | 18.º volume  | ISBN 978-989-559-549-5 |
| Maio        | Naruto 46                     | 46.º volume  | ISBN 978-989-559-574-7 |
| Maio        | One-Punch Man 17              | 17.º volume  | ISBN 978-989-559-586-0 |
| Maio        | Spy × Family 07               | 07.º volume  | ISBN 978-989-559-568-6 |
| Junho       | Demon Slayer 12               | 12.º volume  | ISBN 978-989-559-579-2 |
| Junho       | Jujutsu Kaisen 05             | 05.º volume  | ISBN 978-989-559-571-6 |
| Junho       | My Hero Academia 18           | 18.º volume  | ISBN 978-989-559-589-1 |
| Junho       | The Promised Neverland 17     | 17.º volume  | ISBN 978-989-559-582-2 |
| Julho       | Chainsaw Man 02               | 02.º volume  | ISBN 978-989-559-619-5 |
| Julho       | Spy × Family 08               | 08.º volume  | ISBN 978-989-559-613-3 |
| Agosto      | Blue Exorcist 24              | 24.º volume  | ISBN 978-989-559-593-8 |
| Agosto      | Demon Slayer 13               | 13.º volume  | ISBN 978-989-559-580-8 |
| Agosto      | Jujutsu Kaisen 06             | 06.º volume  | ISBN 978-989-559-596-9 |
| Agosto      | Naruto 47                     | 47.º volume  | ISBN 978-989-559-603-4 |
| Agosto      | One Piece 03                  | 03.º volume  | ISBN 978-989-559-607-2 |
| Agosto      | One-Punch Man 18              | 18.º volume  | ISBN 978-989-559-587-7 |
| Setembro    | Chainsaw Man 03               | 03.º volume  | ISBN 978-989-559-620-1 |
| Setembro    | Naruto 48                     | 48.º volume  | ISBN 978-989-559-604-1 |
| Setembro    | Spy × Family 09               | 09.º volume  | ISBN 978-989-559-614-0 |
| Setembro    | Tokyo Ghoul:re 09             | 09.º volume  | ISBN 978-989-559-561-7 |
| Setembro    | Tomie 01                      | 01.º volume  | ISBN 978-989-559-617-1 |
| Outubro     | Kaiju N.º8 01                 | 01.º volume  | ISBN 978-989-559-622-5 |
| Outubro     | Kenshin, O Samurai Errante 19 | 19.º volume  | ISBN 978-989-559-625-6 |
| Outubro     | Monster 01                    | 01.º volume  | ISBN 978-989-559-562-4 |
| Outubro     | The Promised Neverland 18     | 18.º volume  | ISBN 978-989-559-583-9 |
| Novembro    | Demon Slayer 14               | 14.º volume  | ISBN 978-989-559-629-4 |
| Novembro    | Jujutsu Kaisen 07             | 07.º volume  | ISBN 978-989-559-601-0 |
| Novembro    | Kaiju N.º8 02                 | 02.º volume  | ISBN 978-989-559-623-2 |
| Novembro    | My Hero Academia 19           | 19.º volume  | ISBN 978-989-559-590-7 |
| Novembro    | Tokyo Ghoul:re 10             | 10.º volume  | ISBN 978-989-559-610-2 |
| Novembro    | Sunny 2                       | 02.º volume  | ISBN 978-989-559-631-7 |
| Dezembro    | Blue Exorcist 25              | 25.º volume  | ISBN 978-989-559-594-5 |
| Dezembro    | Naruto 49                     | 49.º volume  | ISBN 978-989-559-605-8 |
| Dezembro    | One Piece 04                  | 04.º volume  | ISBN 978-989-559-608-9 |

### 2024
| Mês lançado | Obra                          | Volume       | ISBN                   |
| ----------- | ----------------------------- | ------------ | ---------------------- |
| Janeiro     | Chainsaw Man 04               | 04.º volume  | ISBN 978-989-559-621-8 |
| Janeiro     | Jujutsu Kaisen 08             | 08.º volume  | ISBN 978-989-559-602-7 |
| Janeiro     | Kenshin, O Samurai Errante 20 | 20.º volume  | ISBN 978-989-559-626-3 |
| Janeiro     | My Hero Academia 20           | 20.º volume  | ISBN 978-989-559-591-4 |
| Janeiro     | Spy × Family 10               | 10.º volume  | ISBN 978-989-559-636-2 |
| Janeiro     | The Promised Neverland 19     | 19.º volume  | ISBN 978-989-559-584-6 |
| Janeiro     | Tomie 02                      | 02.º volume  | ISBN 978-989-559-618-8 |
| Fevereiro   | Chainsaw Man 05               | 05.º volume  | ISBN 978-989-559-693-3 |
| Fevereiro   | Demon Slayer 15               | 15.º volume  | ISBN 978-989-559-630-0 |
| Fevereiro   | Kaiju N.º8 03                 | 03.º volume  | ISBN 978-989-559-624-9 |
| Fevereiro   | Monster 02                    | 02.º volume  | ISBN 978-989-559-563-1 |
| Fevereiro   | Naruto 50                     | 50.º volume  | ISBN 978-989-559-606-5 |
| Fevereiro   | The Promised Neverland 20     | 20.º volume  | ISBN 978-989-559-585-3 |
| Março       | Jujutsu Kaisen 09             | 09.º volume  | ISBN 978-989-559-600-3 |
| Março       | My Hero Academia 21           | 21.º volume  | ISBN 978-989-559-592-1 |
| Março       | One Piece 05                  | 05.º volume  | ISBN 978-989-559-635-5 |
| Março       | Tokyo Ghoul:re 11             | 11.º volume  | ISBN 978-989-559-592-1 |
| Abril       | Blue Exorcist 26              | 26.º volume  | ISBN 978-989-559-595-2 |
| Abril       | Chainsaw Man 06               | 06.º volume  | ISBN 978-989-559-640-9 |
| Abril       | Demon Slayer 16               | 16.º volume  | ISBN 978-989-559-643-0 |
| Abril       | Spy × Family 11               | 11.º volume  | ISBN 978-989-559-649-2 |
| Abril       | Tokyo Ghoul:re 12             | 12.º volume  | ISBN 978-989-559-612-6 |
| Maio        | Boa Noite, Punpun 01          | 01.º volume  | ISBN 978-989-559-646-1 |
| Maio        | Kaiju N.º8 04                 | 04.º volume  | ISBN 978-989-559-661-4 |
| Maio        | Kenshin, O Samurai Errante 21 | 21.º volume  | ISBN 978-989-559-656-0 |
| Maio        | Naruto 51                     | 51.º volume  | ISBN 978-989-559-652-2 |
| Junho       | Death Note: Histórias Curtas  | Volume Único | ISBN 978-989-559-668-3 |
| Junho       | Jujutsu Kaisen 10             | 10.º volume  | ISBN 978-989-559-674-4 |
| Junho       | Spy × Family 12               | 12.º volume  | ISBN 978-989-559-650-8 |
| Junho       | Sunny 3                       | 03.º volume  | ISBN 978-989-559-632-4 |
| Julho       | Demon Slayer 17               | 17.º volume  | ISBN 978-989-559-644-7 |
| Julho       | Chainsaw Man 07               | 07.º volume  | ISBN 978-989-559-641-6 |
| Julho       | My Hero Academia 22           | 22.º volume  | ISBN 978-989-559-669-0 |
| Julho       | Naruto 52                     | 52.º volume  | ISBN 978-989-559-653-9 |
| Julho       | One Piece 06                  | 06.º volume  | ISBN 978-989-559-665-2 |
| Julho       | One-Punch Man 19              | 19.º volume  | ISBN 978-989-559-588-4 |
| Agosto      | Jujutsu Kaisen 11             | 11.º volume  | ISBN 978-989-559-675-1 |
| Agosto      | Kaiju N.º8 05                 | 05.º volume  | ISBN 978-989-559-662-1 |
| Agosto      | My Hero Academia 23           | 23.º volume  | ISBN 978-989-559-670-6 |
| Agosto      | Naruto 53                     | 53.º volume  | ISBN 978-989-559-654-6 |
| Agosto      | Spy × Family 13               | 13.º volume  | ISBN 978-989-559-651-5 |
| Agosto      | Tokyo Ghoul:re 13             | 13.º volume  | ISBN 978-989-559-684-3 |
| Setembro    | Blue Exorcist 27              | 27.º volume  | ISBN 978-989-559-597-6 |
| Setembro    | Boa Noite, Punpun 02          | 02.º volume  | ISBN 978-989-559-693-5 |
| Setembro    | Look Back                     | Volume Único | ISBN 978-989-559-695-9 |
| Outubro     | Crianças do Mar 01            | 01.º volume  | ISBN 978-989-559-686-7 |
| Outubro     | Frieren 01                    | 01.º volume  | ISBN 978-989-559-698-0 |
| Outubro     | Kaiju N.º8 06                 | 06.º volume  | ISBN 978-989-559-663-8 |
| Novembro    | Monster 03                    | 03.º volume  | ISBN 978-989-559-678-2 |
| Novembro    | One Piece 07                  | 07.º volume  | ISBN 978-989-559-666-9 |
| Novembro    | Chainsaw Man 08               | 08.º volume  | ISBN 978-989-559-642-3 |
| Novembro    | Tokyo Ghoul:re 14             | 14.º volume  | ISBN 978-989-559-685-0 |
| Novembro    | Jujutsu Kaisen 12             | 12.º volume  | ISBN 978-989-559-676-8 |
| Novembro    | Kenshin, O Samurai Errante 22 | 22.º volume  | ISBN 978-989-559-657-7 |
| Novembro    | Dragon Ball 01                | 01.º volume  | ISBN 978-989-559-708-6 |

### 2025
| Mês lançado | Obra                             | Volume      | ISBN                   |
| ----------- | -------------------------------- | ----------- | ---------------------- |
| Janeiro     | Naruto 54                        | 01.º volume | ISBN 978-989-559-655-3 |
| Janeiro     | Frieren 02                       | 02.º volume | ISBN 978-989-559-699-7 |
| Janeiro     | Tokyo Ghoul:re 15                | 15.º volume | ISBN 978-989-559-710-9 |
| Janeiro     | My Hero Academia 24              | 24.º volume | ISBN 978-989-559-671-3 |
| Janeiro     | One Piece 08                     | 08.º volume | ISBN 978-989-559-667-6 |
| Janeiro     | One-Punch Man 20                 | 20.º volume | ISBN 978-989-559-681-2 |
| Janeiro     | Demon Slayer 19                  | 19.º volume | ISBN 978-989-559-706-2 |
| Fevereiro   | Oshi no Ko 01                    | 01.º volume | ISBN 978-989-559-696-6 |
| Fevereiro   | Chainsaw Man 09                  | 09.º volume | ISBN 978-989-559-702-4 |
| Fevereiro   | Jujutsu Kaisen 13                | 13.º volume | ISBN 978-989-559-677-5 |
| Fevereiro   | Kaiju N.º8 07                    | 07.º volume | ISBN 978-989-559-664-5 |
| Fevereiro   | Kenshin, O Samurai Errante 23    | 23.º volume | ISBN 978-989-559-658-4 |
| Fevereiro   | Naruto 55                        | 55.º volume | ISBN 978-989-559-715-4 |
| Fevereiro   | Boa Noite, Punpun 03             | 03.º volume | ISBN 978-989-559-694-2 |
| Março       | Dragon Ball 02                   | 02.º volume | ISBN 978-989-559-709-3 |
| Março       | Spy × Family 14                  | 14.º volume | ISBN 978-989-559-717-8 |
| Março       | Monster 04                       | 04.º volume | ISBN 978-989-559-679-9 |
| Março       | Astra Lost in Space 01           | 01.º volume | ISBN 978-989-559-691-1 |
| Março       | Tokyo Ghoul:re 16                | 16.º volume | ISBN 978-989-559-711-6 |
| Março       | Demon Slayer 20                  | 20.º volume | ISBN 978-989-559-707-9 |
| Março       | Chainsaw Man 10                  | 10.º volume | ISBN 978-989-559-701-7 |
| Abril       | Frieren 03                       | 03.º volume | ISBN 978-989-559-723-9 |
| Abril       | Oshi no Ko 02                    | 02.º volume | ISBN 978-989-559-697-3 |
| Abril       | My Hero Academia 25              | 25.º volume | ISBN 978-989-559-672-0 |
| Abril       | Jujutsu Kaisen 14                | 14.º volume | ISBN 978-989-559-730-7 |
| Abril       | One-Punch Man 21                 | 21.º volume | ISBN 978-989-559-682-9 |
| Abril       | Blue Exorcist 28                 | 28.º volume | ISBN 978-989-559-598-3 |
| Maio        | Astra Lost in Space 02           | 02.º volume | ISBN 978-989-559-692-8 |
| Maio        | Demon Slayer 21                  | 21.º volume | ISBN 978-989-559-718-5 |
| Maio        | Frieren 04                       | 04.º volume | ISBN 978-989-559-724-6 |
| Maio        | My Hero Academia 26              | 26.º volume | ISBN 978-989-559-673-7 |
| Maio        | Chainsaw Man 11                  | 11.º volume | ISBN 978-989-559-744-4 |
| Maio        | Naruto 56                        | 56.º volume | ISBN 978-989-559-716-1 |
| Maio        | Crianças do Mar 02               | 02.º volume | ISBN 978-989-559-687-4 |
| Junho       | One Piece 09                     | 09.º volume | ISBN 978-989-559-731-4 |
| Junho       | Kenshin, O Samurai Errante 24    | 24.º volume | ISBN 978-989-559-659-1 |
| Junho       | Soichi 01                        | 01.º volume | ISBN 978-989-559-700-0 |
| Junho       | Oshi no Ko 03                    | 03.º volume | ISBN 978-989-559-750-5 |
| Junho       | Showa - Uma História do Japão 01 | 01.º volume | ISBN 978-989-559-742-0 |
| Junho       | Astra Lost in Space 03           | 03.º volume | ISBN 978-989-559-727-7 |
| Junho       | Kaiju N.º8 08                    | 08.º volume | ISBN 978-989-559-747-5 |
| Julho       | Naruto 57                        | 57.º volume | ISBN 978-989-559-752-9 |
| Julho       | Frieren 05                       | 05.º volume | ISBN 978-989-559-725-3 |
| Julho       | Dragon Ball 03                   | 03.º volume | ISBN 978-989-559-721-5 |

### ColeçãoTsuru
| Ano  | Mês lançado | Obra                 | Volume  | ISBN                   |
| ---- | ----------- | -------------------- | ------- | ---------------------- |
| 2017 | Junho       | O Homem que Passeia  | [ 30 ]  | ISBN 978-989-559-304-0 |
| 2017 | Novembro    | Nonnonba             | [ 29 ]  | ISBN 978-989-559-401-6 |
| 2018 | Novembro    | Marcha Para a Morte! | [ 33 ]  | ISBN 978-989-559-419-1 |
| 2020 | Setembro    | O Gourmet Solitário  | [ 37 ]  | ISBN 978-989-559-459-7 |
| 2024 | Outubro     | Bairro Distante      | [ 49 ]  | ISBN 978-989-559-648-5 |
| 2025 | Fevereiro   | Hitler               | [ 346 ] | ISBN 978-989-559-627-0 |
| 2025 | Março       | Uzumaki              | [ 347 ] | ISBN 978-989-559-705-5 |